# Afdeling van de Meestergraad

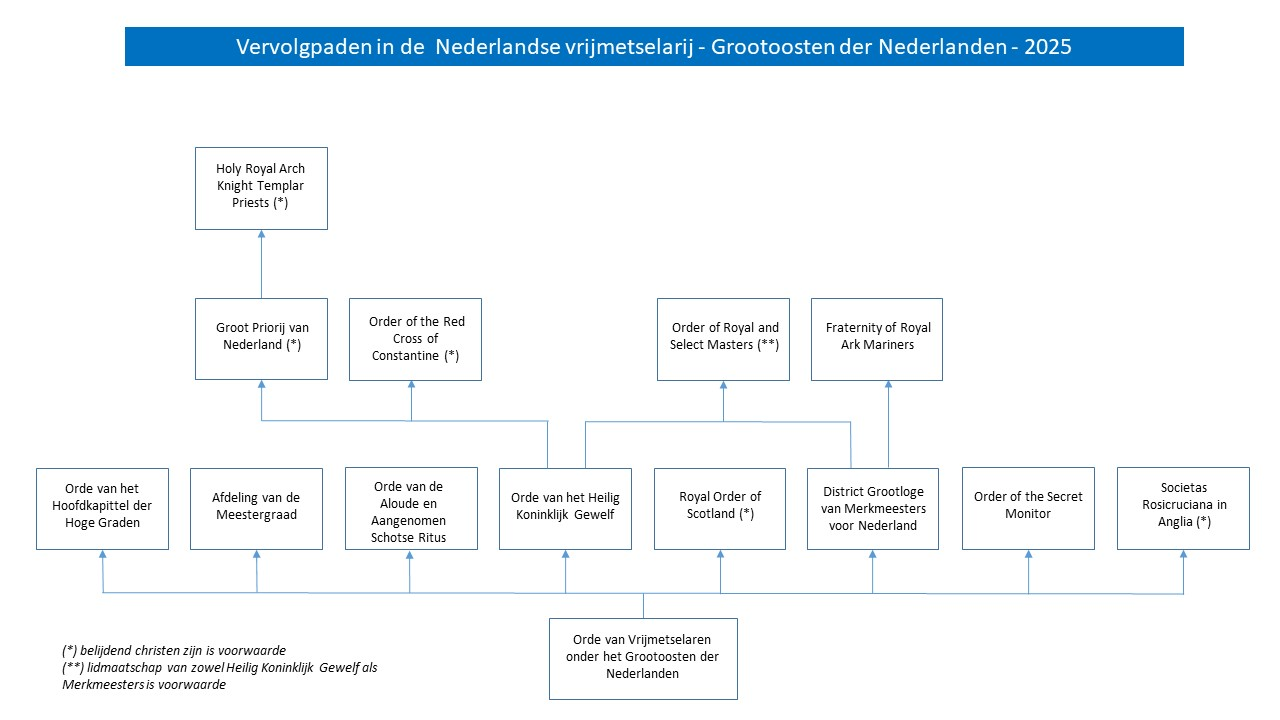
Vervolgpaden Grootoosten der Nederlanden

De Afdeling van de Meestergraad is een Nederlandse obediëntie, oftewel een koepel van vrijmetselaarsloges, welke is opgericht in 1819 en werkt volgens een eigen ritus. De loges worden binnen de Afdeling van de Meestergraad aangeduid als Bouwhutten, en ook wel als Vriendenkringen van broeders. Lidmaatschap van een Bouwhut is een van de mogelijke vervolgpaden voor vrijmetselaren in Nederland vanuit de symbolieke – of 'blauwe' - loges van de Orde van Vrijmetselaren onder het Grootoosten der Nederlanden, waar de basisgraden van leerling, gezel en meester worden verleend.
De ritus van de Meestergraad wordt uitsluitend beoefend in Nederland en kent slechts één graad, die van Uitverkoren Meester. Leden van een Bouwhut zijn automatisch ook lid van de Afdeling van de Meestergraad. Om lid te kunnen worden van een Bouwhut moet men minstens een jaar meester vrijmetselaar in een symbolieke loge zijn. Het lidmaatschap is alleen op uitnodiging, ook kunnen minimaal zeven vrijmetselaren - in samenspraak met de Afdeling van de Meestergraad - zelf een nieuwe Bouwhut starten.
In haar huidige vorm houdt de Afdeling van de Meestergraad zich vooral bezig met het stimuleren van de idealen van de vrijmetselarij en het in kleine intieme kring rekenschap geven van dat wat het meesterschap in de praktijk betekent. Dit wordt gerealiseerd door het werken aan persoonlijke vorming, met als doel het bijdragen aan een betere samenleving. Uitgangspunt hierbij vormt de zogeheten trias (letterlijk 'groep van drie' in het Latijn) 'Naastenliefde, Hulpvaardigheid en Verzorging'. Centraal staat de verdieping waarbij alle thema’s aan de orde kunnen komen die van belang zijn in ieders persoonlijk leven. Deze verdieping kan in een Bouwhut, in een kleine groep, makkelijker tot stand komen dan in het grotere verband van de loge. Een Bouwhut is daarbij doorgaans samengesteld uit leden van verschillende loges, waardoor verbinding over de grenzen van loges heen ontstaat. Leden van de Afdeling van de Meestergraad c.q. een Bouwhut spreken elkaar ook niet aan als 'Broeder', zoals in een loge gebruikelijk is, maar als 'Vriend'.
In de praktijk blijkt dat ook de plaats van samenkomst van belang is voor de groepsgrootte. Indien men de intimiteit van de huiskamer verkiest om - afwisselend bij de leden thuis - samen te komen zal het aantal deelnemers beperkt zijn. Een grotere groep zal veelal samenkomen in een andere gelegenheid, bijvoorbeeld een logegebouw. Een Bouwhut komt als regel maandelijks bijeen en telt tussen de 7 en 20 leden.

## Structuur
De Bouwhutten zijn verenigd onder de zogeheten Kamer van Administratie, welke haar zetel heeft in den Haag. De Kamer van Administratie bestaat uit een voorzitter, een secretaris, een penningmeester en enkele leden. Daarnaast heeft elke Bouwhut heeft een eigen bestuur, met aan het hoofd een Voorzittend Meester. Het bestuur bestaat verder uit een secretaris en een penningmeester.

## Bouwhutten

### Actieve Bouwhutten
Anno 2024 zijn er vijfenvijftig Bouwhutten actief in Nederland
| Nr | Naam                     | Datum constitutie | Zetel          |
| -- | ------------------------ | ----------------- | -------------- |
| 01 | L'Union Royale           | 28-10-1820        | Den Haag       |
| 03 | Vicit Vim Virtus         | 13-05-1826        | Haarlem        |
| 04 | De Gooische Broederschap | 05-09-1932        | Hilversum      |
| 06 | Amsterdam                | 01-07-1937        | Amsterdam      |
| 08 | De IJsel                 | 26-02-1938        | Zutphen        |
| 09 | Prins Frederik           | 04-09-1950        | Den Haag       |
| 10 | Hermannus van Tongeren   | 02-12-1950        | Amsterdam      |
| 12 | Het Noordererf           | 24-11-1951        | Groningen      |
| 13 | De Cirkel                | 03-05-1952        | Arnhem         |
| 14 | Age                      | 10-03-1956        | Den Haag       |
| 15 | Orde en Vlijt            | 14-09-1958        | Gorinchem      |
| 16 | Trouw                    | 27-09-1958        | Den Haag       |
| 17 | De Troffel               | 18-10-1958        | Bilthoven      |
| 18 | Gooi en Eemland          | 22-11-1958        | Hilversum      |
| 19 | L'Amitié                 | 04-04-1959        | Zaandam        |
| 20 | Calluna                  | 12-11-1960        | Groningen      |
| 21 | De Twee Punten           | 23-03-1963        | Den Haag       |
| 22 | Vriendenkring            | 03-12-1966        | Groningen      |
| 23 | Mozaiek                  | 18-11-1967        | Groningen      |
| 24 | Setia                    | 16-11-1971        | Amsterdam      |
| 26 | L'Inseparable            | 12-04-1975        | Bergen op Zoom |
| 27 | Ongescheiden             | 08-05-1976        | Rotterdam      |
| 28 | De Bouwsteen             | 21-03-1979        | Alkmaar        |
| 30 | Corona Frisia            | 10-05-1980        | Leeuwarden     |
| 31 | De Peperbus              | 14-02-1981        | Zwolle         |
| 32 | De Rechte Lijn           | 04-04-1981        | Rotterdam      |
| 33 | Verantwoordelijkheid     | 15-01-1983        | Den Haag       |
| 35 | De Stralenkrans          | 19-01-1983        | Wageningen     |
| 37 | Arbor Aurea              | 28-03-1987        | Rijswijk ZH    |
| 38 | De Noabers               | 11-04-1987        | Hengelo        |
| 40 | Eenvoud                  | 28-11-1987        | Velsen         |
| 41 | De Koggeboet             | 19-11-1988        | Schagen        |
| 42 | De Rei                   | 24-01-1989        | Soest          |
| 43 | Linea Recta              | 03-06-1989        | Utrecht        |
| 44 | Oost Gelre               | 19-10-1991        | Winterswijk    |
| 45 | De Maese                 | 14-02-1992        | Rotterdam      |
| 46 | De Baronie               | 11-04-1992        | Breda          |
| 47 | Corona Mosae             | 20-11-1993        | Maastricht     |
| 48 | Oldehove                 | 18-12-1993        | Leeuwarden     |
| 50 | L'Unanimité              | 25-01-1997        | Brielle        |
| 51 | Fides                    | 24-01-1998        | Bussum         |
| 52 | De Hondsrug              | 21-05-2000        | Emmen          |
| 54 | In Vriendschap Bloeiende | 21-05-2000        | Doesburg       |
| 55 | Lugdunum Batavorum       | 07-10-2000        | Leiden         |
| 56 | De Brug                  | 28-10-2000        | Kampen         |
| 57 | Nehalennia               | 13-10-2001        | Middelburg     |
| 58 | Amicitia                 | 2006              | Hengelo        |
| 59 | De Drie Kolommen         | 2007              | Rotterdam      |
| 60 | Akasha                   | 2008              | Roermond       |
| 61 | Bohio                    | 17-09-2011        | Eindhoven      |
| 62 | De Middenkamer           | 10-03-2012        | Heerenveen     |
| 64 | Unis par Amitié          | 08-04-2017        | Eindhoven      |
| 65 | L'Union Amicale          | 16-09-2017        | Assen          |
| 66 | De Werktafel             | 16-11-2019        | Den Bosch      |
| 67 | Teun Jacob               | 02-11-2019        | Rotterdam      |

### Inactieve Bouwhutten
Twaalf Bouwhutten zijn in de loop van de jaren opgeheven (in vrijmetselaarsjargon: zij hebben de lichten gedoofd).
| Nr | Naam                  | Datum constitutie | Zetel      |
| -- | --------------------- | ----------------- | ---------- |
| 02 | De Waare Broedertrouw | 29-06-1819        | Gouda      |
| 05 | De Vriendschap        | 16-12-1933        | Den Haag   |
| 07 | Het Vreedendall       | 17-04-1937        | Den Haag   |
| 11 | Ultrajectina          | 20-10-1951        | Utrecht    |
| 25 | De Kei                | 22-01-1974        | Amersfoort |
| 29 | Aengwirden            | 01-12-1979        | Heerenveen |
| 34 | Twee in Een           | 12-02-1983        | Eindhoven  |
| 36 | De Gulden Regel       | 05-05-1984        | Nijmegen   |
| 39 | Panta Rhei            | 30-05-1987        | Bussum     |
| 49 | Gericht op het Westen | 03-11-1996        | Deventer   |
| 53 | Unio mystica          | 19-02-2000        | Heerenveen |
| 63 | De Achtste Trede      | 19-09-2015        | Leiden     |

## Geschiedenis van de Afdeling van de Meestergraad

### Context

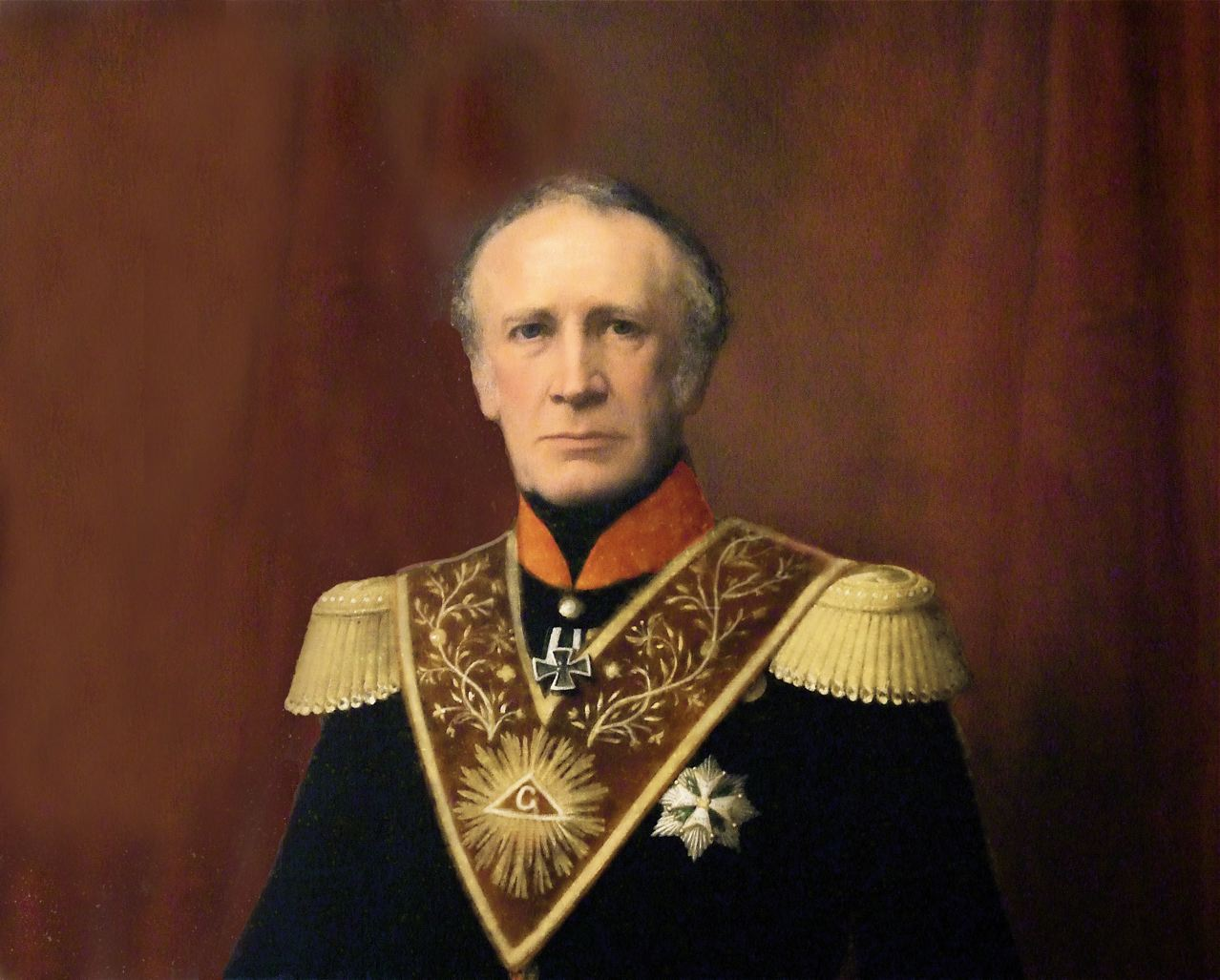
Prins Frederik als Grootmeester, ca. 1870. Schilderij B. de Poorter, collectie Vrijmetselarijmuseum

De overgang van de achttiende naar de negentiende eeuw ging in de Nederlanden gepaard met grote veranderingen. De Republiek der Zeven Verenigde Nederlanden werd veroverd door Frankrijk onder leiding van Napoleon Bonaparte en initieel getransformeerd in een vazalstaat, en later volledig geannexeerd. Na deze zogeheten Franse Tijd (1794 - 1814) ontstond het Verenigd Koninkrijk der Nederlanden, met de Noordelijke en Zuidelijke Nederlanden verenigd onder koning Willem I, de zoon van stadhouder Willem V.
Op de bijeenkomst van de Orde van Vrijmetselaren onder het Grootoosten der Nederlanden van 2 juni 1816 werd besloten om de positie van Grootmeester Nationaal van de symbolieke graden aan te bieden aan prins Frederik, de tweede zoon van koning Willem I. De volgende dag gebeurde hetzelfde op de bijeenkomst van de Orde van Vrijmetselaren onder het Hoofdkapittel der Hoge Graden in Nederland (toendertijd nog Oppergraden geheten). Deze laatste orde vormde op dat moment het belangrijkste vervolgpad voor vrijmetselaren vanuit de symbolieke graden, daarnaast was in de Zuidelijke Nederlanden de Aloude en Aangenomen Schotse Ritus in opkomst.
De prins accepteerde, en op 13 oktober 1816 werd hij geïnstalleerd als Grootmeester Nationaal van de symbolieke graden, voor zowel de Noordelijke als de Zuidelijke Nederlanden. Op 15 december 1817 werd hij eveneens als Grootmeester Nationaal van de Orde der Hoge Graden geïnstalleerd.
Rond deze tijd was er echter in de Nederlandse vrijmetselarij grote verdeeldheid over het werken in de Orde der Hoge Graden. Ook de prins had zijn bedenkingen hierover al meermaals laten doorschemeren, vanwege het christelijke karakter van het rituaal van de Orde der Hoge Graden wat een belemmering kon zijn voor sommigen om lid te worden. De prins meende verder dat de verdere integratie van de Noordelijke en Zuidelijke Nederlanden op het gebied van de vrijmetselarij alleen kon slagen wanneer men zich tot de drie symbolieke graden zou beperken.

### Ontstaan
Op 21 februari 1818 ontving prins Frederik via zijn secretaris een aantal oude documenten die hem anoniem waren toegestuurd. Een daarvan was een oorkonde in Latijn en maçonniek kwadraatschrift, het zogeheten Charter van Keulen. Dit document - wat later een vervalsing bleek te zijn - zou bewijzen dat de vrijmetselarij al aanwezig was in de Nederlanden in de zestiende eeuw, en bevatte de oproep dat vrijmetselaars de zuiverheid van hun doelstellingen moesten bewaken en zich niet tot buitenissigheden - zoals de Hoge Graden - laten verleiden. Het zwaartepunt lag daarbij op de meestergraad, waarbij meesters zich verder konden ontwikkelen tot elicti magistri (uitverkoren meesters) dan wel summi electi magistri (opper uitverkoren meesters). Het document was vermoedelijk afkomstig uit de omgeving van de prins, en vanuit politieke motieven opgesteld.
In de zomer van 1818 stuurde de prins een afschrift van de oorkonde toe aan alle loges en op 25 april 1819 ontvingen alle meester vrijmetselaars een brief van de prins dat hij vanaf dat moment alleen nog wilde werken in de symbolieke graden. Hij gaf hierbij aan de meestergraad niet voldoende uitgewerkt te vinden en daarom een nieuwe obediëntie op te zullen richten om deze verder te ontwikkelen, de 'Afdeelingen van de Meestergraad'. Binnen de ritus van de Afdelingen van de Meestergraad werden twee graden onderscheiden, die van Uitverkoren Meester en die van Opper Uitverkoren Meester, welke elk een eigen Afdeling vormden binnen de nieuwe obediëntie. De wens van de prins - en zijn omgeving - was dat de nieuwe obedientie uiteindelijk de bestaande vervolgpaden zou vervangen.
Bij de brief van de prins zaten de ritualen en wetten van de nieuwe obediëntie en een beginselverklaring. Meester vrijmetselaars die deze ondertekenden werden zonder verdere formaliteiten Opper Uitverkoren Meesters, zij die zich later aanmeldden moesten via de in de ritualen aangegeven inwijding worden opgenomen. Door vrijmetselaars die waren toegetreden kon binnen een bestaande symbolieke loge een 'loge van Uitverkoren en Opper Uitverkoren Meesters' worden opgericht. Op 17 februari 1820 werd de eerste loge binnen de nieuwe obediëntie geconsacreerd bij loge 'L'Union Frederic' in den Haag.
Op 22 mei 1820 legde prins Frederik de functie van Grootmeester Nationaal van de Orde der Hoge Graden neer en de volgende dag was de eerste algemene ledenvergadering van de Afdelingen van de Meestergraad. Om de nieuw opgerichte obediëntie te besturen werd in de Noordelijke Nederlanden een tijdelijke Kamer van Administratie opgericht met als zetel den Haag. In 1822 werd deze tijdelijke Kamer van Administratie omgezet in een definitieve, en in 1824 werd begonnen met het uitreiken van constitutiebrieven aan de nieuw opgerichte loges.
In 1830 vond de Belgische revolutie plaats en scheidden de Zuidelijke Nederlanden zich af om het Koninkrijk België te vormen. Mede onder invloed hiervan veranderde de mening van de prins en in 1834 werd een commissie benoemd om de mogelijkheden tot samenwerking te onderzoeken tussen de verschillende obediënties in Nederland. Dit leidde er toe dat er in 1835 een convenant werd gesloten waarbij prins Frederik Grootmeester Nationaal werd van alle drie de obediënties: het Grootoosten der Nederlanden, de Orde der Hoge Graden en de Afdelingen van de Meestergraad. Voor elk van de drie werd een Gedeputeerd Grootmeester benoemd, een situatie die zou blijven duren tot het overlijden van de prins in 1881. Hierna benoemde elke obediëntie voortaan een eigen Grootmeester.

### Verdere ontwikkeling
Na het overlijden van de prins werden geleidelijk een aantal veranderingen doorgevoerd. In 1885 werden beide graden samengevoegd tot de graad van Uitverkoren Meester. Men sprak voortaan ook alleen nog van de Afdeling van de Meestergraad, enkelvoud. In 1893 werd de benaming Bouwhut geïntroduceerd en werden de activiteiten van de Afdeling van de Meestergraad losgekoppeld van de symbolieke loges. Ook werd voortaan nagestreefd om zich meer te richten op de buitenwereld, in de zin van praktische en financiële hulp aan personen en maatschappelijke instellingen. In 1900 werd vanuit deze gedachte voor het eerst de eerder genoemde trias 'Naastenliefde, Hulpvaardigheid en Verzorging' (NHV) als kernbegrip opgenomen in de algemene wet van de Afdeling.
Het aantal leden nam in de loop van de jaren geleidelijk af, en op 1 maart 1931 omvatte de Afdeling van de Meestergraad nog slechts 199 leden. Onder meer door het uitgeven van het - nog steeds bestaande - ledentijdschrift 'NHV’ en toename van de activiteiten in Nederlands-Indië nam het aantal leden vanaf dat moment echter weer gestaag toe. Op 1 maart 1939 waren er 10 Bouwhutten in Nederland en 6 in Nederlands-Indië met in totaal 354 leden.
Tijdens de Tweede Wereldoorlog moesten de Bouwhutten hun werkzaamheden staken, daar de Duitse bezetter alle activiteiten rondom vrijmetselarij verbood. Een dieptepunt was dat de voorzitter van de Kamer van Administratie Hermannus van Tongeren, tevens onder meer Grootmeester Nationaal van de symbolieke graden, door de bezetter gevangen werd genomen en op 29 maart 1941 overleed in het concentratiekamp Sachsenhausen.
Na de bevrijding werd, ondanks dat alle eigendommen en de administratie waren verdwenen, de draad weer opgepakt. Het aantal leden bleef voortdurend stijgen evenals het aantal Bouwhutten. In 2019 werd op feestelijke wijze het 200-jarig bestaan van de Afdeling van de Meestergraad gevierd, hierbij is onder meer een jubileumboek uitgebracht.

## Voorzitters Kamer van Administratie

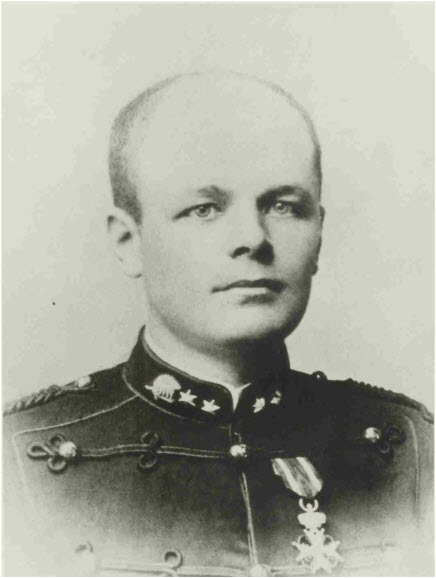
Hermannus van Tongeren, voorzitter Kamer van Administratie 1936-1941

In onderstaande tabel een overzicht van de voorzitters van de Kamer van Administratie tot de jaren tachtig van de twintigste eeuw.
| Periode   | Naam                           |
| --------- | ------------------------------ |
| 1819-1881 | Prins Frederik der Nederlanden |
| 1881-1885 | J.W. Schuurman                 |
| 1885-1889 | J.B. van Ossenbruggen          |
| 1889-1890 | N.B. Donkersloot               |
| 1890-1899 | Dr. P. van Reysen              |
| 1899-1907 | J.H. de Groot                  |
| 1907-1919 | Simon Marius Hugo van Gijn     |
| 1919-1931 | G.J.D.C. Goedhart              |
| 1931-1935 | P.A. de Blieck                 |
| 1935-1936 | I.J. Ibelings                  |
| 1936-1936 | P.A. Doeglas (waarnemend)      |
| 1936-1941 | Hermannus van Tongeren         |
| 1941-1945 | vacant                         |
| 1945-1957 | J. van Eck                     |
| 1957-1962 | Mr. R.J. Arnoldi               |
| 1962-1970 | Dr. J.H. Sebus                 |
| 1970-1975 | Dr. F.H. Meijer                |
| 1975-1979 | Dr. J. F. Coster               |

1. 1 2 3  Tevens Grootmeester van het Grootoosten der Nederlanden
2. 1 2 3 4  Tevens Grootmeester van de Orde der Hoge Graden
3. 1 2  Tevens Souverein Grootcommandeur van de Orde van de Aloude en Aangenomen Schotse Ritus

## Trivia
Enkele wetenswaardigheden:

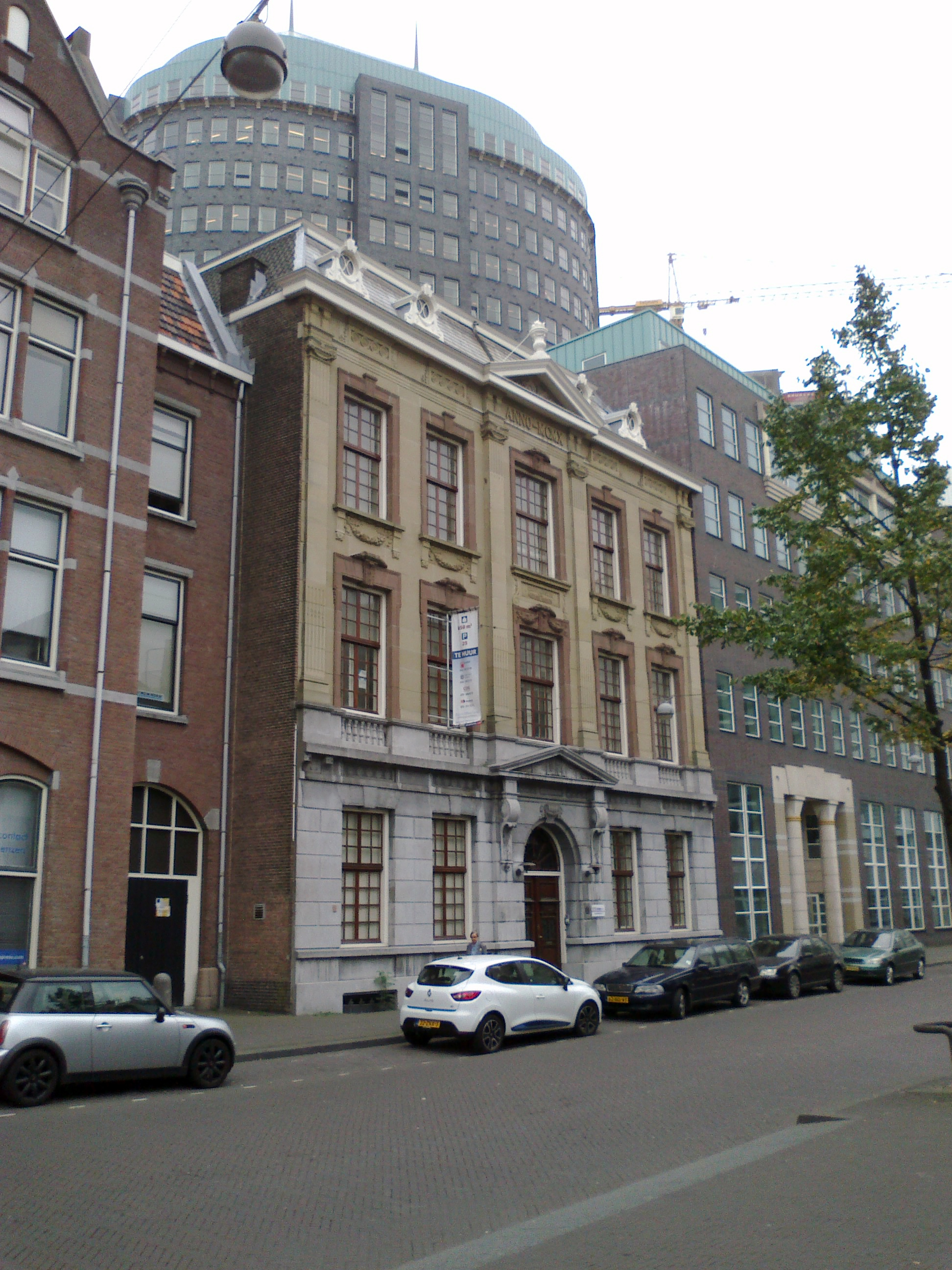
Fluweelen Burgwal 22

- Fluweelen Burgwal 22Bij de oprichting van de Afdelingen van de Meestergraad in 1819 was het de bedoeling om in de Zuidelijke Nederlanden eveneens een Kamer van Administratie op te richten en loges van Uitverkoren en Opper Uitverkoren Meesters. In het zuiden was echter aanzienlijk minder animo voor de nieuwe obediëntie en nam men een afwachtende houding aan. Dit mede omdat de symbolieke graden en de Hoge Graden hier veelal gezamenlijk in dezelfde loge werden verleend, in tegenstelling tot het noorden waar dit in twee aparte obediënties plaatsvond. Uiteindelijk zouden de Afdelingen van de Meestergraad in de Zuidelijke Nederlanden niet van de grond komen.
- Buiten Nederland zijn ook loges van Uitverkoren en Opper Uitverkoren Meesters c.q. Bouwhutten actief geweest. Na de oprichting van de Afdelingen van de Meestergraad was er enige tijd een loge van Uitverkoren en Opper Uitverkoren Meesters actief in Paramaribo en een in Curaçao. Daarnaast werd in 1896 in Paarl, Zuid-Afrika de Bouwhut 'Oranje' opgericht die kort heeft bestaan tot begin twintigste eeuw. Vanaf 1927 ten slotte zijn er meerdere Bouwhutten actief geweest in Nederlands-Indië. Na de onafhankelijkheid van Indonesië werd de vrijmetselarij in 1962 daar verboden en kwam hier een eind aan.
- In 1847 bood prins Frederik het 'gebruik en exploitatie' van het pand Fluweelen Burgwal nr. 22 te Den Haag aan aan drie Haagse loges, op voorwaarde dat zij zouden fuseren, dit werd loge 'L'Union Royale'. Hierbij werd afgesproken dat de Kamer van Administratie tegen betaling van ƒ100,- per jaar aan de loge ook gebruik mocht maken van het pand om te vergaderen. In 1856 schonk de prins het pand aan de Orde van Vrijmetselaren onder het Grootoosten der Nederlanden, met onder meer als voorwaarde dat de Afdelingen van de Meestergraad hier kosteloos gebruik van het pand mochten maken om te vergaderen en om hun archieven op te slaan. Het pand is in 1992 verkocht, maar de Afdeling van de Meestergraad is formeel nog steeds op hetzelfde adres gevestigd als de Orde van Vrijmetselaren.

## Appendix
Vrijmetselarij · Beginselen · Geschiedenis · Symbolen · Vrijmetselaarsloge · Ordegrondwet · Obediëntie · Regulariteit en irregulariteit · Ritus · Graden · Grootmeester · Gemengde vrijmetselarij · Para-vrijmetselarij · Antivrijmetselarij · Vrijmetselarij in Nederland · Vrijmetselarij in België
>>> Meer info op Portaal:Vrijmetselarij <<<